# 신평역 (대구)
신평역(新坪驛)은 대구광역시 동구 신평동에 위치한 대구선의 철도역이었다. 개업 시기는 불분명하며, 대구선 폐선 이전에 공군기지 진입선이 분기되었던 건널목 부근으로 추측된다.

## 연혁
- 1967년 12월 21일 : 신호소로 영업 개시[1]
- 1973년 4월 1일 : 폐역[2]